# 中京道
中京道，辽朝五道之一。
辽圣宗统和二十五年（1007年）设置，治所在故奚王牙帐中京大定府（今内蒙古自治区宁城县西北大明城），辖境包括内蒙古奈曼旗、克什克腾旗以南，辽宁医巫闾山、大凌河以西，河北滦河以东。金朝初年改为中京路。贞元元年（1153年），改为北京路。

## 历任中京留守
- 室昉（994年）
- 王继忠（1013年—1016年）
- 武白（1016年）
- 韩制心（1019年）
- 耶律宗业（1019年—1022年）
- 萧敌烈（1027年）
- 萧敌冽（1045年—1050年）
- 耶律侯古（1055年）
- 耶律良（1065年）
- 萧素飒（1068年—1069年）
- 耶律白（1070年—1071年）
- 耶律宜新（1073年—1075年）
- 刘云（1075年—1076年）
- 耶律乙辛（1076年）
- 萧吐浑（1078年）
- 邢熙年（1085年—1086年）
- 耶律慎思（1088年）
- 窦景庸（1091年—1093年）
- 贾世勋（1093年—1096年）
- 韩资让（1096年—1097年）
- 牛温舒（1098年—1100年）
- 耶律那也（1106年）
- 大公鼎（1117年—1121年）